# Konkordiahütte
De Konkordiahütte is een berghut van de Schweizer Alpen-Club (SAC), vallend onder Sektion Grindelwald, in het kanton Wallis, gelegen op de westelijke flank van de Fülbärg (3.243 m boven zeeniveau), een bijtop van de Gross Wannenhorn, 200 m boven en ten oosten van de Konkordiaplatz en de top van de Aletschgletsjer. De hut ligt op een hoogte van 2.850 meter op het grondgebied van de gemeente Fieschertal.
Met 8600 overnachtingen in 2007 was de Konkordiahütte dat jaar na de Britanniahütte de meest bezochte berghut van de 153 hutten van de Schweizer Alpen-Club. Het is ook met 164 slaapplaatsen die geboekt kunnen worden in het boekingssysteem van alle uitgebate berghutten veruit de hut met de grootste capaciteit aan slaapplaatsen tijdens het seizoen.
Er is een weerstation bij de Konkordiahütte, waar de hoogste windsnelheid van Europa werd gemeten voor de orkanen Kyrill (225 km/u) en Emma (224 km/u). Tijdens orkaan Andrea in januari 2012 werd een windvlaag van 270 km/u geregistreerd. 

## Geschiedenis
In de 19e eeuw was al een eenvoudig jagers- en herdersverblijf niet ver van de huidige locatie van de hut in gebruik. Maar met de toenemende groep bergbeklimmers zag het Centraal Comité van de Schweizer Alpen-Club een duidelijke behoefte op de locatie een nieuwe hut te bouwen met ongeveer 20 plaatsen. Hiervoor werd de Schweizer Alpen-Club Sektion Monte Rosa aangesproken. Zij zochten en vonden een mede-investeerder in de eigenaar van Hotel Jungfrau am Eggishorn, Emil Cathrein. Hij financierde ongeveer twee derde van de bouw en kreeg zo het recht om inspraak te hebben en het te beheren. De nieuwe hut was in 1877 voltooid en bedrijfsklaar. 
Emil Cathrein ondervond problemen bij de uitbating van de berghut, onduidelijkheid over verantwoordelijkheden, en een toenemende frequentie van dringend noodzakelijke onderhoudswerkzaamheden maakten de SAC-berghut moeilijk te beheren. Als oplossing bouwde Emil Cathrein voor zichzelf een berghut slechts enkele meters boven de eerste hut, Pavillon Cathrein genoemd. De hut werd in 1898 geopend en geheel voor eigen rekening uitgebaat. Hij bood ook een veel groter comfort, tegen een hogere prijs. In die tijd kostte een bed in de SAC-hut 50 centimes, terwijl een bed in het paviljoen 6 frank kostte. Voor zowel de SAC-hut als het eigen hostel liet hij voedsel en brandstof van zijn Hotel Jungfrau in Fiescheralp in ladingen van gemiddeld 30 kg over de Aletschgletsjer naar de hutten vervoeren. Die situatie duurde bijna tien jaar, waarbij de oude hut steeds meer verwaarloosd werd, maar het paviljoen lang niet voor alle alpinisten betaalbaar was. De gasten van Hotel Jungfrau die een bergtocht over de Konkordiaplatz maakten, verbleven vermoedelijk vooral in het Pavillon Cathrein.
In 1907 richtte de Schweizer Alpen-Club een nieuwe Sektion op in Grindelwald, en deze verkreeg beheerrechten over de SAC-berghut. Vanuit Grindelwald besloot men voor de bouw van een nieuwe hut.  De president van de afdeling financierde zelfs het bouwwerk, indien het in de loop van 1908 in gebruik genomen kon worden. In mei 1908 werd het bouwmateriaal door de afdelingsleden met de nog in aanbouw zijnde Jungfraubahn naar het station Eismeer getransporteerd, vandaar met behulp van een touwtakel naar de Mönchsjoch en op hoornsleeën naar de Konkordiaplatz. De "Haslerhütte" werd op 25 juli 1908 ingehuldigd.
De hoteluitbaters Cathrein van het Hotel Jungfrau am Eggishorn verkochten in 1946 het Pavillon Cathrein voor 45.000 Zwitserse frank aan de SAC Sektion Grindelwald waardoor de drie bouwwerken onder gemeenschappelijk beheer kwamen. In 1951 werden de eerste moderniseringswerken ingericht. In 1967 volgden grote renovaties aan het voormalige Pavillon Cathrein voor 134.000 Zwitserse frank. Transport van materiaal, deels per helikopter, was hier al goed voor 25.000 Zwitserse frank van het totaal. Ook in 1976 volgden grote renovaties en in 1979 pakte men de toiletten aan. In 1980 werden de eerste zonnepanelen in gebruik genomen, eerst voor de noodtelefoon in de hut, in 1985, na de plaatsing van bijkomende fotovoltaïsche panelen volgde elektrische verlichting. Om water op te slaan worden drinkbakken aangelegd voor zo'n 70.000 liter smeltwater.
De groeiende populariteit van de berghut vergde in 1997 terug fors investeringen. Twee miljoen Zwitserse frank werd gebruikt voor nieuwe vleugels aan noord- en zuidzijde, met een grote keuken, personeelsverblijfsruimte en extra meerpersoonskamers. In het totale complex steeg de capaciteit tot 155 gasten, met modern sanitair, en fotovoltaïsche panelen voor elektriciteit en warmwatervoorzieningen. Het comfort gaat in 2016 nog een stapje omhoog met voor een eerste maal toiletten en wasruimtes in de berghut zelf, en twee suites voor telkens twee personen. De riolering omvat een systeem dat fecaliën droogt waarna ze jaarlijks met een transport afgevoerd worden naar de vallei. De uitbreiding vergt terug een miljoen Zwitserse frank.
Ondertussen bleef ook de toegang tot de hut problemen veroorzaken. De Konkordiahütte was in 1877 vijftig meter boven het firnbekken van de Konkordiaplatz gebouwd, gemakkelijk bereikbaar door een pad op rotsrichels. Maar door het jaar na jaar verlies van ijsdikte troont de Konkordiahütte steeds hoger boven de vlakte. In 1945 moest het toegangspad hertekend worden en werden met explosies delen van de rotswand weggeblazen. In 1951 waren nieuwe aanpassingen nodig, de toegang tot de berghut werd steeds zwaarder. In 1965 vergde een rotsval een dringende ingreep. De hut lag reeds 60 meter boven de ijsvlakte. Men legde een toegangsroute aan, met negen houten ladders (200 treden) en twee korte bruggen. In 1975 werd een toegangsweg aangelegd in een massieve metalen constructie en telkens weer naar beneden verlengd. In 1999 ging het om 370 treden. In 2007 ging het al om een hoogteverschil van 150 meter of 433 treden, tot in 2017 200 meter moest overbrugd worden en hiervoor niet minder dan 467 treden moest geklommen worden. De bergzone waarin de route van de trappen werd aangelegd, wordt evenwel steeds meer bedreigd door steenslag uit het naburige couloir en de afgrond tussen vlakte en resterende muur neemt ook steeds toe.
Dus besloot de SAC-sectie Grindelwald om de trapconstructie in 2021 naar de zuidkant van het couloir te verplaatsen, naar een gebied dat door geologen is beoordeeld als van betere gesteentekwaliteit. De rots aan de voet van de muur loopt daar ook uit naar de Konkordiaplatz toe, wat het vertrouwen geeft dat de aanpak ook in de toekomst kan worden gegarandeerd en er niet terug een groeiende afgrond tussen wand en ijsvlakte ontstaat.
Naast deze korte klim, was er ook altijd een onbeveiligd steil pad met een lengte van een halve kilometer vanaf het ijsniveau dat men bij aankomst vanaf het zuiden via de beklimming langs de Aletschgletsjer kon nemen als tweede alternatieve route.
De berghut is geopend van midden juni tot midden september en van midden maart tot midden mei voor skitoeren, en is voorzien van 160 bedden verdeeld over slaapzalen met 6 of 12 bedden, met dekbedden. De drinkwatervoorziening voor de berghut wordt gewaarborgd door drie waterreservoirs met een totale capaciteit van 70.000 liter.
De winterhut, de Haslerhütte, direct onder de volwaardige berghut ingericht, eveneens met bedden, dekbedden en dekens, is geschikt voor 20 personen.

## Bereikbaarheid
De berghut is enkel bereikbaar via tochten in het hooggebergte met de bijhorende moeilijkheidsgraad. De twee eenvoudigste toegangsroutes zijn enerzijds via Kleine Scheidegg per trein naar het bergstation van de Jungfraubahn op de Jungfraujoch waar een pad loopt over de Jungfraufirn naar de Konkordiaplatz die overgestoken moet worden naar de rotsformatie waarop de berghut is gelegen, anderzijds via Fiesch met de kabelbaan naar het bergstation op de Fiescheralp vanwaar een wandelpad naar de Märjelensee loopt vanwaar men langs de Aletschgletsjer noordwaarts klimt om zo tot de hut te komen. Van deze twee routes is de eerste route de kortste en snelste. Van de Jungfraujoch tot de hut moet men evenwel nog steeds op vier uur rekenen.

### Andere hutten
- zuidwaarts op de Aletschgletsjer naar de Gletscherstube bij het Märjelenmeer (2.363 m boven zeeniveau)
- over de Großer Aletschfirn naar de Hollandiahütte (3.238 m boven zeeniveau, SAC)
- door de Grünhornlücke naar de Finsteraarhornhütte (3.048 m boven zeeniveau, SAC)
- over de Aletschgletsjer naar de Oberaletschhütte (2.640 m boven zeeniveau, SAC)
- over de Jungfraufirn naar de Mönchsjochhütte (3.657 m boven zeeniveau)

### Bergbeklimmingen
- Grünhorn, 4.043 m boven zeeniveau
- Äbeni Flue, 3962 m boven zeeniveau
- Aletschhorn, 4194 m boven zeeniveau
- Mönch, 4.107 m boven zeeniveau
- Jungfrau, 4.158 m boven zeeniveau